# Режи Дорн
Режи Дорн (на френски: Régis Dorn) е френски футболист. От 2007 г. е играч на германския Ханза Росток. В кариерата си е играл още за РК Страсбург, ФК Мюлуз, Амиен СК, СК Фрайбург и Кикерс Офенбах.